# Virgin Territory
Virgin Territory (br: Território Virgem / pt: Anjos e Virgens) é um filme estadunidense e italiano de 2007, do gênero comédia romântica, adaptado do clássico "Decameron" de Giovanni Boccaccio (1313-1375), é estrelado por Hayden Christensen e Mischa Barton. Também sendo um filme um pouco erótico

## Sinopse
No século XIV, Pampinea (Mischa Barton) é a filha única de uma abastada e respeitada família que, devido à praga, está em ruínas. Gerbino (Tim Roth) ameaça confiscar sua casa em pagamento às dívidas de seu pai, e depois se oferece para casar-se com ela como alternativa a sua iminente ruína financeira. Pampinea, então, parte em retiro em um convento à espera de seu casamento. Porém, por trás de um véu de freira e depois de um beijo secreto, ela se apaixona por Lorenzo (Hayden Christensen), que trabalha nos jardins do convento. Lorenzo também se apaixona, mas não sabe quem lhe deu aquele precioso beijo.

## Elenco
| Ator               | Personagem         |
| ------------------ | ------------------ |
| Hayden Christensen | Lorenzo DeLamberti |
| Mischa Barton      | Pampinea Anastagi  |
| Tim Roth           | Gerbino            |
| Matthew Rhys       | Count Dzerzhinsky  |
| Ryan Cartwright    | Ghino              |
| Rosalind Halstead  | Filomena           |
| Kate Groombridge   | Elissa             |
| Christopher Egan   | Dioneo             |
| Nigel Planer       | Tio Bruno          |
| Rupert Friend      | Alessandro Felice  |
| Silvia Colloca     | Irmã Lisabetta     |